# Jämsänvesi och Petäjävesi
Jämsänvesi och Petäjävesi är en sjö i Finland. Den ligger i kommunen Petäjävesi i landskapet Mellersta Finland, i den södra delen av landet, 230 km norr om huvudstaden Helsingfors. Jämsänvesi och Petäjävesi ligger 111,1 meter över havet. Den är 26,59 meter djup. Arean är 8,83 kvadratkilometer och strandlinjen är 79,15 kilometer lång. Sjön  ingår i Kymmene älvs huvudavrinningsområde. 